# Eliseu
Eliseu, właśc. Eliseu Pereira dos Santos (ur. 1 października 1983 w Angra do Heroísmo) – były portugalski piłkarz, grający na pozycji lewego pomocnika.

## Kariera klubowa
Eliseu urodził się na Azorach. Stamtąd pochodzi jego ojciec, natomiast matka wywodzi się z Republiki Zielonego Przylądka. Karierę piłkarską rozpoczął w klubie SC Lusitânia z Azorów, a w 2002 roku przeszedł do CF Os Belenenses i 1 czerwca 2003 zadebiutował w portugalskiej Superlidze w zremisowanym 1:1 wyjazdowym spotkaniu z Vitórią Setúbal. W 76. minucie meczu zmienił Veronę, a minutę później zdobył gola. W sezonie 2003/2004 był podstawowym zawodnikiem Belenenses, jednak już w kolejnym stracił miejsce w podstawowym składzie. Latem 2005 został wypożyczony do grającego w drugoligowego Varzim SC, a po roku powrócił do "O Belém" i grał w nim do końca sezonu 2006/2007.
W 2007 roku Eliseu został zawodnikiem hiszpańskiej Málagi CF. 26 sierpnia zaliczył w niej swoje pierwsze spotkanie w rozgrywkach Segunda División, wygrane 3:0 z Salamanką. Na koniec sezonu 2007/2008 awansował z Málagą do Primera División. W sezonie 2008/2009 zdobywając 10 bramek należał do czołowych strzelców tego zespołu.
24 czerwca 2009 roku piłkarz podpisał pięcioletni kontrakt z S.S. Lazio, na mocy którego miał zarabiać 750 tysięcy euro rocznie. Rzymska drużyna zapłaciła za Eliseu milion euro. W przerwie zimowej został wypożyczony do końca sezonu do Realu Saragossa. W 2010 roku wrócił do Málagi. W 2014 roku przeszedł do Benfiki.
| Sezon   | Klub             | Kraj       | Rozgrywki        | Mecze | Bramki |
| ------- | ---------------- | ---------- | ---------------- | ----- | ------ |
| 2002/03 | CF Os Belenenses | Portugalia | Primeira Liga    | 1     | 1      |
| 2003/04 | CF Os Belenenses | Portugalia | Primeira Liga    | 24    | 1      |
| 2004/05 | CF Os Belenenses | Portugalia | Primeira Liga    | 10    | 0      |
| 2005/06 | Varzim SC        | Portugalia | Liga de Honra    | 16    | 3      |
| 2006/07 | CF Os Belenenses | Portugalia | Primeira Liga    | 17    | 1      |
| 2007/08 | Málaga CF        | Hiszpania  | Segunda División | 37    | 3      |
| 2008/09 | Málaga CF        | Hiszpania  | Primera División | 36    | 7      |
| 2009/10 | S.S. Lazio       | Włochy     | Serie A          | 2     | 0      |
| 2009/10 | Real Saragossa   | Hiszpania  | Primera División | 21    | 2      |
| 2010/11 | Málaga CF        | Hiszpania  | Primera División | 35    | 4      |
| 2011/12 | Málaga CF        | Hiszpania  | Primera División | 25    | 2      |
| 2012/13 | Málaga CF        | Hiszpania  | Primera División | 28    | 1      |
| 2013/14 | Málaga CF        | Hiszpania  | Primera División | 28    | 2      |
| 2014/15 | SL Benfica       | Portugalia | Primeira Liga    | 26    | 4      |
| 2015/16 | SL Benfica       | Portugalia | Primeira Liga    | 31    | 0      |
| 2016/17 | SL Benfica       | Portugalia | Primeira Liga    | 12    | 0      |
| 2017/18 | SL Benfica       | Portugalia | Primeira Liga    | 6     | 0      |

## Kariera reprezentacyjna
Do reprezentacji Portugalii Eliseu został po raz pierwszy powołany na towarzyskie spotkanie z Finlandią, które odbyło się 11 lutego 2009 roku i które Portugalczycy wygrali 1:0. Eliseu cały mecz przesiedział na ławce rezerwowych. W drużynie narodowej zadebiutował 10 czerwca w zremisowanym 0:0 pojedynku przeciwko Estonii.